# EMI
 For alternative betydninger, se EMI (flertydig). (Se også artikler, som begynder med EMI)
EMI var et engelsk musikfirma med hovedkontor i London. Selskabet blev etableret i marts 1931 som Electrical and Music Industries Ltd som en fusion af Columbia Graphophone Company og Gramophone Company/HMV. I 1955 opkøbte EMI Capitol Records, og kom således ind på det amerikanske marked. Op gennem det 20. århundrede blev EMI et af de dominerende musikselskaber. EMI havde aktiviteter inden for flere medier, men det væsentligste var aktiviteterne indenfor musik, herunder distribution og administration af rettigheder. 
EMI oplevede i begyndelsen af 2000'erne økonomiske problemer, og efter et underskud på 260 millioner pund i 2006/07 måtte selskabet lade sig overtage i 2007 af en kapitalfond. EMI oplevede i denne periode en del uro med artister, der forlod pladeselskabet og hævdede, at de ikke havde modtaget afregning af royalties. En omfattende spareplan blev iværksat af de nye ejere, men EMI realiserede i 2008/09 et regnskabsmæssigt underskud på 1,25 milliarder pund, hvorefter kapitalfondens bankforbindelse Citigroup i 2011 overtog EMI og satte selskabet til salg. EMI blev solgt i "bidder" og blev i 2011 overtaget af Universal Music Group (UMG) og Sony/ATV Music Publishing (et joint venture mellem Sony Music Entertainment og Michael Jacksons dødsbo). Konkurrencemyndighederne stillede dog som betingelse, af EMI's aktiviteter blev yderligere opdelt for ikke at UMG skulle opnå en alt for dominerende stilling på markedet, hvorfor dele af EMI's aktiviteter og brands blev fordelt til en række yderligere købere, Warner Music Group og BMG, i 2012, hvor handlen faldt endeligt på plads. EMI's danske aktiviteter blev primært overtaget af Warner. 
Mærket EMI er i dag ejet af Universal. 
EMI opnåede gennem sin levetid at udgive musik med flere succesfulde kunstnere som:
- Beatles
- David Bowie
- Duran Duran
- Norah Jones
- Iron Maiden
- Pet Shop Boys
- Queen
- Robbie Williams
- The Rolling Stones
- Sex Pistols
- Pink Floyd

Warner anvender i bl.a. Danmark mærket EMI, hvorpå udgives Christopher m.fl. 